# Chorągwice
Chorągwice – wieś w Polsce położona w województwie dolnośląskim, w powiecie górowskim, w gminie Jemielno.

## Podział administracyjny
W latach 1975–1998 miejscowość administracyjnie należała do województwa leszczyńskiego. 

## Cmentarze
W Chorągwicach znajduje się poniemiecki zrujnowany cmentarz, a na nim groby dawnych mieszkańców miejscowości oraz pozostałości kaplicy cmentarnej, pod którą, w specjalnie do tego przeznaczonej krypcie, składano zwłoki zmarłych. Daty na pomnikach cmentarnych sięgają często XIX wieku. 

## Dawne budynki
Inną pozostałością po niemieckich mieszkańcach Chorągwic jest duży budynek gospodarczy na skraju wsi, w którym po II wojnie światowej trzymano bydło, należące do miejscowego PGR, a obecnie przerobiony na halę wchodzącą w skład prywatnej fermy drobiu.

## Koło Łowieckie
W Chorągwicach znajduje się też dom spotkań myśliwych z wrocławskiego Koła Łowieckiego Las.